# 6466 Drewesquivel
6466 Drewesquivel è un asteroide della fascia principale. Scoperto nel 1979, presenta un'orbita caratterizzata da un semiasse maggiore pari a 2,5600840 UA e da un'eccentricità di 0,1172433, inclinata di 13,76644° rispetto all'eclittica.